# Kobra
En kobra (portugisisk cobra) er en giftslange, som er medlem af familien giftsnoge (latin elapidae). Navnet er kort for cobra de capelo, som er portugisisk for "slange med spredt/udspilet nakke". Når en kobraslange bliver forstyrret, vil de fleste af dem rejse sig og sprede deres nakke med den karakteristiske truende opvisning. Ikke alle slanger som bliver betegnet kobra er af samme slægt – eller samme familie.
Kobra kan henføre til:
- Ethvert medlem af slægten Naja, også kendt som de typiske kobraer (med den karakteristiske egenskab at rejse en fjerdedel af deres krop fra jorden og sprede deres nakke i en truende gestus, en gruppe af giftige Elapidae der findes i Afrika og Asien.
- Ethvert medlem af slægten Boulengerina, også kendt som vandkobraer, en gruppe af giftige Elapidae der findes i Afrika.
- Ethvert medlem af slægten Aspidelaps, også kendt som skjoldnæse kobraer eller koralslanger, en gruppe af giftige Elapidae der findes i Afrika.
- Ethvert medlem af slægten Pseudohaje, også kendt som trækobraer, en gruppe af giftige Elapidae der findes i Afrika.
- Paranaja multifasciata, også kendt som the burrowing cobra, en gruppe af giftige Elapidae der findes i Afrika.
- Ophiophagus hannah, også kendt som kongekobraen, en giftig Elapidae art der findes i Indien og det sydlige Asien.
- Hemachatus haemachatus, også kendt som den spyttende kobra, en giftig Elapidae art der findes i Afrika.
- Micrurus fulvius, også kendt som den amerikanske kobra eller den østlige koralslange, en giftig Elapidae art der findes i det sydøstlige USA.
- Hydrodynastes gigas, også kendt som den falske vandkobra, en mild giftslange colubrid art der findes i Sydamerika.
- Et taksonomisk synonym for slægten Bitis, også kendt som puffadder, en gruppe af giftige hugorme der findes i Afrika og i det sydlige af den arabiske halvø.